# Ernesto Benjumea
Ernesto Benjumea Plazas (Bogotá, 10 de enero de 1967) es un actor colombiano; hijo del actor Carlos Benjumea y hermano de Marcela Benjumea.

## Comienzos
Ernesto es hijo del actor Carlos Benjumea. Estudió en el tradicional Colegio Mayor de Nuestra Señora del Rosario, donde años más tarde dio clases de teatro a sus estudiantes (lo antecedió la actriz Maguso y fue sucedido por el experto en teatro infantil Jaime Villa). Empezó a estudiar medicina, pero a medida que pasaba el tiempo, se fue encariñando de la carrera actoral, le encantaba ver a su padre actuar. Entonces, su papá decidió invitarlo un día a su restaurante que se llamaba La Casa del Gordo. Allí trabajó en la parte administrativa y después su padre le dio la opción de intentar actuar, en ese momento fue donde tuvo los primeros pinitos de este arte. Posteriormente, en el año 1989, inició la carrera en el Teatro Libre.

«Creamos un grupo de teatro con mis amigos que todavía esta funcionando llamado Índice Teatro, a partir de ahí en el año 95 comencé a hacer televisión en forma.»
Ernesto Benjumea

## Actuación
Su debut en la televisión fue en el año 1995, en la novela colombiana Victoria, interpretando a Nicolás. Después de esto, ha trabajado en varias novelas de la televisión colombiana, como La costeña y el cachaco y Hasta que la plata nos separe, y en las series Noticias Calientes y Confidencial.

## Vida privada
Está casado con la también actriz colombiana Katherine Vélez, con quien tiene una hija llamada Antonia, nacida el 26 de diciembre de 2000.

«Habíamos decidido que nuestra hija se llamaría Antonia, pues nos parecía un nombre con carácter y poco común. Pese a esto, resolvimos que aguardarían hasta verle la cara a la bebé para estar aún más seguros, y cuando la vimos el pasado 26 de diciembre del 2000 en la Clínica del Country, donde le practicaron la cesárea a Katherine, no tuvieron dudas. La bebita tenía cara de Antonia, una conclusión poco usual, pero definitiva.»
Ernesto y Katherine

El 18 de julio de 2019 recibió su título como "Maestro en arte dramático" de la Universidad de Antioquia. Como parte del proyecto de profesionalización que, junto a otros actores, lidera para la dignificación de la profesión de actor en Colombia.

## Filmografía

### Televisión
| Año       | Título                               | Personaje                                | Ref.   |
| --------- | ------------------------------------ | ---------------------------------------- | ------ |
| 1995      | Tiempos difíciles                    | Orlando Triana                           | [ 2 ]  |
| 1995      | Victoria                             | Nicolás                                  | [ 2 ]  |
| 1995-1996 | La otra mitad del sol                | Pacho                                    | [ 2 ]  |
| 1997      | Hombres                              | Tomás Holguín                            | [ 2 ]  |
| 1999      | Sara: un grito en el silencio        | Doctor                                   | [ 2 ]  |
| 2000      | Brujeres                             | Pablo                                    | [ 2 ]  |
| 2000-2001 | La baby sister                       | Roberto Villa                            | [ 2 ]  |
| 2002      | Noticias Calientes                   | Luis Fernando                            | [ 2 ]  |
| 2003-2004 | La costeña y el cachaco              | Sebastián Morales                        | [ 2 ]  |
| 2004-2005 | Todos quieren con Marilyn            | David Londoño                            | [ 2 ]  |
| 2004-2005 | La viuda de la mafia                 | Humberto                                 | [ 2 ]  |
| 2006      | Sin tetas no hay paraíso             | Octavio                                  | [ 2 ]  |
| 2006-2007 | Hasta que la plata nos separe        | Edgar Marino                             | [ 2 ]  |
| 2008      | Mujeres Asesinas                     | Alfredo                                  | [ 2 ]  |
| 2008-2009 | Aquí no hay quien viva               | Andrés Guerra                            | [ 2 ]  |
| 2009      | El encantador                        | Juan Ignacio Solarte Santamaría          | [ 2 ]  |
| 2010-2011 | A corazón abierto                    | Samuel Toledo                            | [ 3 ]  |
| 2010-2011 | Un sueño llamado salsa               | Gustavo Ortiz                            | [ 2 ]  |
| 2011      | Confidencial                         | Policía secuestrado                      | [ 4 ]  |
| 2012      | La Mariposa                          | Antonio Sandoval                         | [ 2 ]  |
| 2012      | Escobar, El patrón del mal           | Rodrigo Lara Bonilla †                   |        |
| 2012      | ¿Dónde está Elisa?                   | José Pablo                               | [ 5 ]  |
| 2013-2014 | 5 viudas sueltas                     | Benjamín Ferreira                        |        |
| 2014-2015 | Secretos del paraíso                 | Ricardo                                  | [ 2 ]  |
| 2015      | Lady, la vendedora de rosas          | Marco García                             |        |
| 2016-2017 | La ley del corazón                   | Fabio Ruíz                               |        |
| 2017      | El señor de los cielos               | Melquiades Soler 'Penumbra'              |        |
| 2017      | El Chapo                             | Gerardo Estrella                         |        |
| 2018      | Garzón                               | Mayor Ramón Cifuentes                    |        |
| 2019      | El general Naranjo                   | Belisario Betancur                       |        |
| 2019      | Historia de un crimen: Colmenares    | Abogado de Laura Moreno y Jessy Quintero |        |
| 2019      | Bolívar                              | Simón Rodríguez                          |        |
| 2019      | Distrito salvaje                     | Navas                                    | [ 6 ]  |
| 2020      | Operación pacifico                   | General Álvaro López                     |        |
| 2021      | Emma Reyes: La huella de la infancia |                                          | [ 7 ]  |
| 2021      | El Cartel de los Sapos: el origen    | Coronel Mauricio Tirado                  | [ 8 ]  |
| 2022      | A grito herido                       | Gerardo                                  | [ 9 ]  |
| 2023      | Ventino: el precio de la gloria      | Luis Carlos Esguerra                     | [ 10 ] |
| 2024      | Secuestro del vuelo 601              | Viceministro Julio César Esguerra        | [ 11 ] |
| 2024      | La sustituta                         |                                          | [ 12 ] |
| 2025      | Manes                                | Jaime Holguín                            | [ 13 ] |

### Cine
| Año  | Título                               | Personaje | Ref.  |
| ---- | ------------------------------------ | --------- | ----- |
| 2006 | Juana tenía el pelo de oro           | Deacon    | [ 2 ] |
| 2012 | Gordo, calvo y bajito                | González  | [ 2 ] |
| 2014 | Uno al año no hace daño              | Julio     | [ 2 ] |
| 2023 | Historia de un crimen: Mauricio Leal | Nuñez     | [ 2 ] |
| 2024 | Del otro lado del jardin             | Parroco   | [ 2 ] |

## Premios y nominaciones

### Premios TVyNovelas
| Año  | Categoría                            | Telenovela o Serie            | Resultado |
| ---- | ------------------------------------ | ----------------------------- | --------- |
| 2015 | Mejor actor antagónico de telenovela | Un sueño llamado salsa        | Nominado  |
| 2014 | Mejor actor antagónico de telenovela | 5 viudas sueltas              | Nominado  |
| 2008 | Mejor actor de reparto               | Hasta que la plata nos separe | Nominado  |
| 1996 | Mejor actor revelación               | La otra mitad del sol         | Nominado  |

### Premios India Catalina
| Año  | Categoría              | Telenovela o serie    | Resultado |
| ---- | ---------------------- | --------------------- | --------- |
| 2013 | Mejor actor de reparto | ¿Dónde está Elisa?    | Nominado  |
| 1997 | Mejor actor de reparto | Hombres               | Ganador   |
| 1996 | Mejor actor de reparto | La otra mitad del sol | Nominado  |

### Premios Obtenidos
| Año | Premio      | Categoría        | Producción            | Resultado |
| --- | ----------- | ---------------- | --------------------- | --------- |
|     | Premio ACPE | Actor Revelación | La otra mitad del sol | Ganador   |